# Eichhof (Altenthann)
Eichhof ist ein Ortsteil der Gemeinde Altenthann im Oberpfälzer Landkreis Regensburg (Bayern).

## Geografische Lage
Der Weiler Eichhof liegt in der Region Regensburg, an der Staatsstraße 2145 ungefähr 2,5 Kilometer südwestlich von Altenthann.

## Geschichte
Eichhof (auch Aichhof) wurde 1465, als der Bauer von Eichhof die Huntswies zum Hof hinzukaufte, erstmals schriftlich erwähnt und als alter Lichtenwalder Besitz bezeichnet.
1498 gelangte es in den Besitz von Urban Zenger vom Lichtenwald zum Adlmannstein, der den Hof an seinen Sohn Wiguläus Zenger weiter gab. Damit ging Eichhof in die Hofmark Adlmannstein über, wo er bis 1610 blieb.
Die Lichtenwalder und der Pfarrer von Altenthann teilten sich ab 1576 in den großen und den kleinen Zehnt von Eichhof.
Zum Stichtag 23. März 1913 (Osterfest) gehörte Eichhof zur Pfarrei Altenthann und hatte zwei Häuser und 13 Einwohner.
Am 31. Dezember 1990 hatte Eichhof 19 Einwohner und gehörte zur Pfarrei Altenthann.